# Okoljski odtis
Ekološki odtis (ecological footprint) predstavlja biološko produktivno površino zemlje in morja. Človek jo potrebuje, da zadovolji svoje potrebe in za absorpcijo onesnaženja, ki ga proizvede pri svojih dejavnostih. Merimo ga v standardizirani enoti - globalni hektar na prebivalca (gha/osebo). Okoljski odtis je kazalec trajnostnega razvoja s katerim ocenimo vpliv posameznika, skupine ali človeštva na planet. Odvisen je od življenjskega sloga ljudi, v primerjavi z biološko zmogljivostjo Zemlje.
Biološko produktivne površine so tista zemljišča, ki so namenjene proizvodnji naravnih virov (hrane, goriv, vode, vlaken, lesa, industrijskih rastlin, itd.). Sposobna so absorbirati izpuste ogljikovega dioksida (gozdovi) in odpadke. Mednje sodijo kmetijske površine, gozdovi, ribolovna območja in zemljišča namenjena infrastrukturi. Predstavljajo približno četrtino vse Zemljine površine. Okoljski odtis primerja biološko produktivne površine z vsemi površinami, ki so na voljo in vključuje tudi morje.
Biološka zmogljivost ali biokapaciteta predstavlja biološko produktivne površine, ki so se sposobne regenerirati. Produktivnost globalnega hektarja je enaka povprečni produktivnosti vseh biološko produktivnih površin. Pri izračunih se upošteva le sedanja produktivnost biosfere in ne upošteva možnosti zmanjšanja biokapacitete.

## Zgodovina
Prvi akademski članek o okoljskem odtisu je leta 1992 objavil William Rees. Koncept okoljskega odtisa je v svoji doktorski dizertaciji razvil Mathias Wackernagel, v sodelovanju s svojim profesorjem Williamom Reesom na Univerzi British Columbia v Vancouvru, Kanada. Najprej sta koncept poimenovala nosilna kapaciteta - "appropiated carrying capacity" in označuje maksimalno kapaciteto ljudi, ki ga okolje še lahko prenese. Da bi idejo približala ljudem, sta ga poimenovala okoljski odtis (ecological footprint). Ime okoljski odtis je nastalo, ko se je Rees nenadoma spomnil na študenta, ki ga je navdušil z majhnim odtisom stopala na svoji mizi. Tako so nastali metaforični odtisi. Leta 1996 sta objavila knjigo Naš okoljski odtis: Zmanjšanje človekovega vpliva na Zemljo. (Our Ecological Footprint: Reducing Human Impact on the Earth).

## Okoljski odtis Slovenije (2007)
Slovenija je v letu 2007 z odtisom 5,3 globalnih hektarjev na osebo presegla evropsko povprečje (4,7 gha/osebo). Povpraševanje po hrani, gorivih, lesu in vlaknih je dvakrat večje od biološke zmogljivosti obnavljanja, ki znaša 2,6 gha/osebo. K temu največ prispeva raba neobnovljivih virov energije, kot so fosilna goriva, predvsem v energetskem sektorju. Stopnja potrošnje naravnega kapitala, ki je na voljo v Sloveniji, krepko presega povpraševanje. Zato smo odvisni od uvoza iz drugih delov sveta. Od leta 1999 presegamo biokapaciteto in smo tako v okoljskem deficitu. Največjo biokapaciteto prinašajo gozdovi, katerih površina ne zadostuje za absorbcijo izpustov CO2, ki največ prispevajo k okoljskemu odtisu.

## Svetovni okoljski odtis (2007)
| Okoljski odtis po svetu v 2007 (Global Footprint Network 13. 10. 2010). Temno obarvane države imajo največji odtis, svetlo obarvane države pa najmanjši odtis. |
| --- |
Svetovni okoljski odtis se je od prvega izračuna v letu 1961 povečal iz 1,7 gha/osebo na 2,7 gha/osebo v letu 2007. K velikosti okoljskega odtisa največ prispeva ogljični odtis, ki predstavlja količino izpustov ogljikovega dioksida (CO2) in drugih toplogrednih plinov in je posledica vse večje porabe energije. Sledita mu biološki odtis (odtis gozdov, pašnikov in drugih rodovitnih površin) in odtis infrastrukture (pozidane površine). Največji okoljski odtis imajo Združeni arabski emirati (10,7 gha/osebo), Danska (8,3 gha/osebo) in ZDA (8 gha/osebo).
Z okoljskim odtisom ocenimo koliko planetov enakih Zemlji, je potrebnih za preživetje človeštva. Leta 2007 je bil odtis vseh ljudi na svetu ocenjen na 1,5 planeta Zemlje, kar pomeni, da porabljamo naravne vire 1,5 krat hitreje, kot se obnavljajo. Predvideva se, da bomo do leta 2030 potrebovali 2 planeta.